# Руслан Царьов
Руслан Царьов (кирг. Руслан Царёв; нар. 16 липня 1995, Тараз, Жамбильська область, Казахстан) — киргизький борець греко-римського стилю, чемпіон, срібний та дворазовий бронзовий призер чемпіонатів Азії, учасник Олімпійських ігор. Майстер спорту Киргизстану міжнародного класу.

## Життєпис
Боротьбою почав займатися з 2004 року. У 2011 році став срібним призером чемпіонату Азії серед юніорів у вазі до 66 кг. На тих же змаганнях у складі киргизької збірної виступив у ваговій категорії і його брат Роман, який посів п'яте місце.
Від самого початку тренується у спортивному клубі «Беркут» з Бішкека під керівництвом заслуженого тренера Фархада Ушурова.

## Спортивні результати на міжнародних змаганнях

### Виступи на Олімпіадах
| Змагання                    | Збірна     | Вагова категорія                 | Місце |
| --------------------------- | ---------- | -------------------------------- | ----- |
| Літні Олімпійські ігри 2016 | Киргизстан | греко-римська боротьба, до 66 кг | 17    |

### Виступи на Чемпіонатах світу
| Змагання                        | Збірна     | Вагова категорія                 | Місце |
| ------------------------------- | ---------- | -------------------------------- | ----- |
| Чемпіонат світу з боротьби 2015 | Киргизстан | греко-римська боротьба, до 66 кг | 29    |
| Чемпіонат світу з боротьби 2019 | Киргизстан | греко-римська боротьба, до 72 кг | 11    |

### Виступи на Чемпіонатах Азії
| Змагання                       | Збірна     | Вагова категорія                 | Місце  |
| ------------------------------ | ---------- | -------------------------------- | ------ |
| Чемпіонат Азії з боротьби 2012 | Киргизстан | греко-римська боротьба, до 66 кг | 5      |
| Чемпіонат Азії з боротьби 2013 | Киргизстан | греко-римська боротьба, до 74 кг | 5      |
| Чемпіонат Азії з боротьби 2014 | Киргизстан | греко-римська боротьба, до 66 кг | Золото |
| Чемпіонат Азії з боротьби 2015 | Киргизстан | греко-римська боротьба, до 71 кг | Срібло |
| Чемпіонат Азії з боротьби 2016 | Киргизстан | греко-римська боротьба, до 75 кг | Бронза |
| Чемпіонат Азії з боротьби 2019 | Киргизстан | греко-римська боротьба, до 72 кг | Бронза |

### Виступи на Азійських іграх
| Змагання                        | Збірна     | Вагова категорія                 | Місце |
| ------------------------------- | ---------- | -------------------------------- | ----- |
| Азійські ігри 2014              | Киргизстан | греко-римська боротьба, до 66 кг | 10    |
| Азійські ігри в приміщенні 2017 | Киргизстан | греко-римська боротьба, до 71 кг | 5     |

### Виступи на інших змаганнях
| Змагання                                                      | Збірна     | Вагова категорія                 | Місце  |
| ------------------------------------------------------------- | ---------- | -------------------------------- | ------ |
| Кубок Президента Казахстану з боротьби 2012                   | Киргизстан | греко-римська боротьба, до 74 кг | 7      |
| Золотий Гран-прі з боротьби 2013 (Баку)                       | Киргизстан | греко-римська боротьба, до 74 кг | 14     |
| Турнір Вехбі Емре 2014                                        | Киргизстан | греко-римська боротьба, до 71 кг | 13     |
| Гран-прі FILA 2015                                            | Киргизстан | греко-римська боротьба, до 71 кг | 7      |
| Турнір Вехбі Емре і Гаміта Каплана 2015                       | Киргизстан | греко-римська боротьба, до 71 кг | Бронза |
| Кубок Президента Казахстану з боротьби 2015                   | Киргизстан | греко-римська боротьба, до 66 кг | 6      |
| Золотий Гран-прі з боротьби 2015                              | Киргизстан | греко-римська боротьба, до 71 кг | 9      |
| Турнір Вехбі Емре і Гаміта Каплана 2016                       | Киргизстан | греко-римська боротьба, до 71 кг | Бронза |
| Олімпійський кваліфікаційний турнір з боротьби 2016 (Стамбул) | Киргизстан | греко-римська боротьба, до 66 кг | Срібло |
| Кубок Владислава Пітласинські 2016                            | Киргизстан | греко-римська боротьба, до 71 кг | 5      |
| Золотий Гран-прі з боротьби 2016                              | Киргизстан | греко-римська боротьба, до 75 кг | Бронза |
| Турнір Дана Колова — Николи Петрова 2017                      | Киргизстан | греко-римська боротьба, до 71 кг | Срібло |
| Ігри ісламської солідарності 2017                             | Киргизстан | греко-римська боротьба, до 71 кг | Срібло |
| Кубок Владислава Пітласинські 2017                            | Киргизстан | греко-римська боротьба, до 75 кг | 24     |
| Турнір Дана Колова — Николи Петрова 2019                      | Киргизстан | греко-римська боротьба, до 72 кг | Бронза |
| Чемпіонат Росії з боротьби 2019                               | Киргизстан | греко-римська боротьба, до 72 кг | 8      |

### Виступи на змаганнях молодших вікових груп
| Змагання                                      | Збірна     | Вагова категорія                 | Місце  |
| --------------------------------------------- | ---------- | -------------------------------- | ------ |
| Чемпіонат світу з боротьби серед юніорів 2010 | Киргизстан | греко-римська боротьба, до 60 кг | 25     |
| Чемпіонат Азії з боротьби серед юніорів 2011  | Киргизстан | греко-римська боротьба, до 66 кг | Срібло |